# 天使のいる聖家族 (レンブラント)
『天使のいる聖家族』（てんしのいるせいかぞく、蘭: De Heilige Familie met engelen, 英: The Holy Family with angels）として知られる『聖家族』（蘭: De Heilige Familie, 露: Святое семейство, 英: The Holy Family）は、オランダ黄金時代の巨匠レンブラント・ファン・レインが1645年に制作した絵画である。油彩。幼児のイエス・キリストと聖母マリア、聖ヨセフを描いた聖家族を主題としている。ピエール・クロザの有名なコレクションに含まれていたことが知られている。その後、ロシア皇帝エカチェリーナ2世に購入され、現在はサンクトペテルブルクのエルミタージュ美術館に所蔵されている。

## 作品
聖母マリアは夫ヨセフの大工の作業場で低い椅子に座り、左腕に大きな開いた本を持っている。聖母は画面左に身をかがみ、ゆりかごのカーテンを引いて中を覗き込んでいる。そこには幼児のキリストが赤い毛皮で裏打ちされたブランケットの下で眠っており、聖母は愛情に満ちた表情で息子を見つめている。聖母は真っ赤なガウンと紺色のスカートをまとい、白いハンカチを肩に掛け、頭に帽子を被っている。聖母の背後では半ば影の中で、茶色の作業服を着たヨセフが斧で軛を作っている。画面左上では幼児の天使たちが翼を羽ばたかせながら現れている。
聖家族はレンブラントの重要な主題の1つであった。1642年に妻サスキア・ファン・オイレンブルフと死別したレンブラントにとって、聖家族は失われた理想の家庭の具現化であった可能性がある。画面右下では薪がパチパチと音を立て燃え、ヨセフの木を削る音が響き、聖母の本のページをめくる音が聞こえてくようである。おそらく幼児は小さな身体を動かしたのだろう、聖母は物音を聞いて、それまで読んでいた本から顔を上げ、目を覚まさないよう慎重にゆりかごをのぞき込んでいる。レンブラントが絵画に描いたのは、そうした平和と静けさで満たされた親密な家庭の風景である。
しかしその一方で、個々の人物は神聖な性質をほとんど持っていない。この絵画を神聖な主題たらしめているのは画面左上で飛翔している天使の一団であり、レンブラントは天国の存在を描くことで構図を完成させ、主題についての意図を明確にしている。特筆されるのはレンブラントの卓越した明暗の表現である。それによって、当時のオランダのどの家庭でも起こり得るほとんど風俗画と化した聖家族の一場面が精神化され、崇高さを獲得している。レンブラントにとって光は物理的な現象であるだけでなく、精神的な現象でもあり、天使はその流れの中で舞い上がり、その下の聖母とゆりかご、聖母の本を明るく照らしている。光は生命と愛、叡智を表している。
若い母親の顔は使用人としてレンブラントの家にやって来て、後にレンブラントの忠実な仕事仲間、愛人となったヘンドリッキエ・ストッフェルスに似ていることが指摘されている。
署名と日付は画面左下隅に描き込まれている。

## 来歴
絵画は18世紀初頭にフランスの画家・美術評論家ロジェ・ド・ピールが所有していたと考えられている。それによると、ピールの死後10日後の1709年4月15日に作成された財産目録に『キリストの降誕』（Nativité）という作品が記載されており、それが本作品に関する最初の記録とされている。絵画はその後アドリアン・バウト（Adriaan Bout）のコレクションとしてパリからデン・ハーグに移ったが、ピエール・クロザが絵画を入手したことにより再びパリに戻った。1740年にクロザが死去すると、コレクションは甥のティエール男爵ルイ・アントワーヌ・クロザが相続したが、男爵はフランソワ・トロンシャンの交渉により1772年にエカチェリーナ2世に全コレクションを売却した。以来、絵画はエルミタージュ美術館に所蔵されている。

## 習作
聖母の頭部のみを描いたヴァリアントがニューヨークのライデン・コレクション（The Leiden Collection）に存在している。美術史家ヴィルヘルム・フォン・ボーデは20世紀前半にレンブラントの頭部研究としたのち、1948年にヤーコブ・ローゼンバーグは本作品の準備習作であると主張した。実際に両者の頭部の位置、表情、顔を照らす直接光と間接光の性質はよく一致している。1960年代以降は一般的にレンブラントの工房によって制作された本作品の聖母の模写であると考えられている。

## ギャラリー

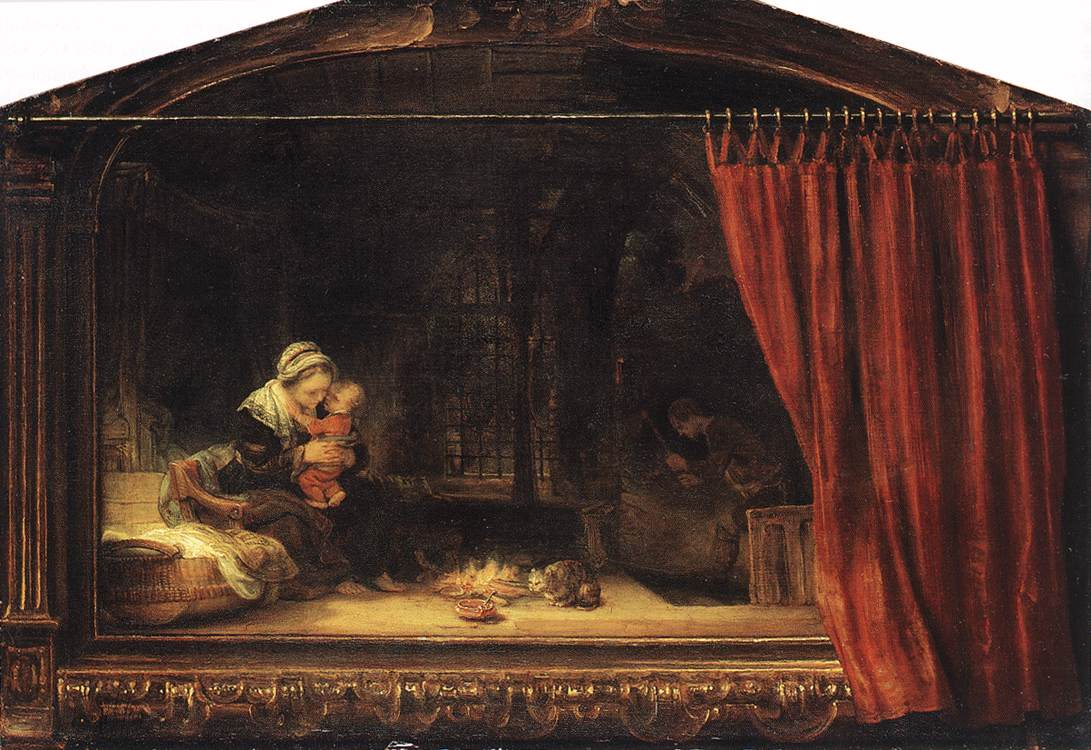
『カーテンのある聖家族』1646年 カッセル古典絵画館（英語版）所蔵
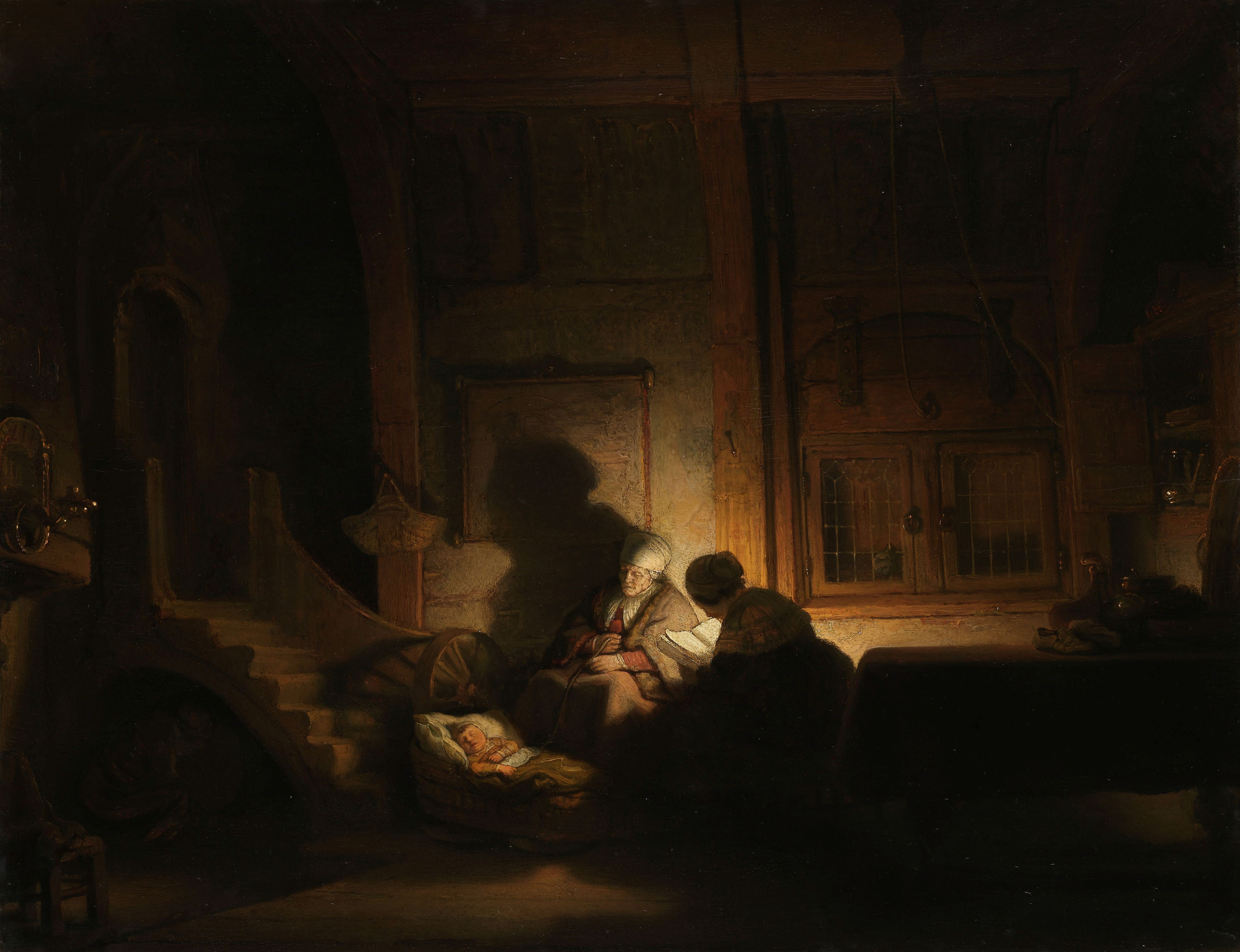
『夜の聖家族』1642年と1648年の間 アムステルダム国立美術館所蔵
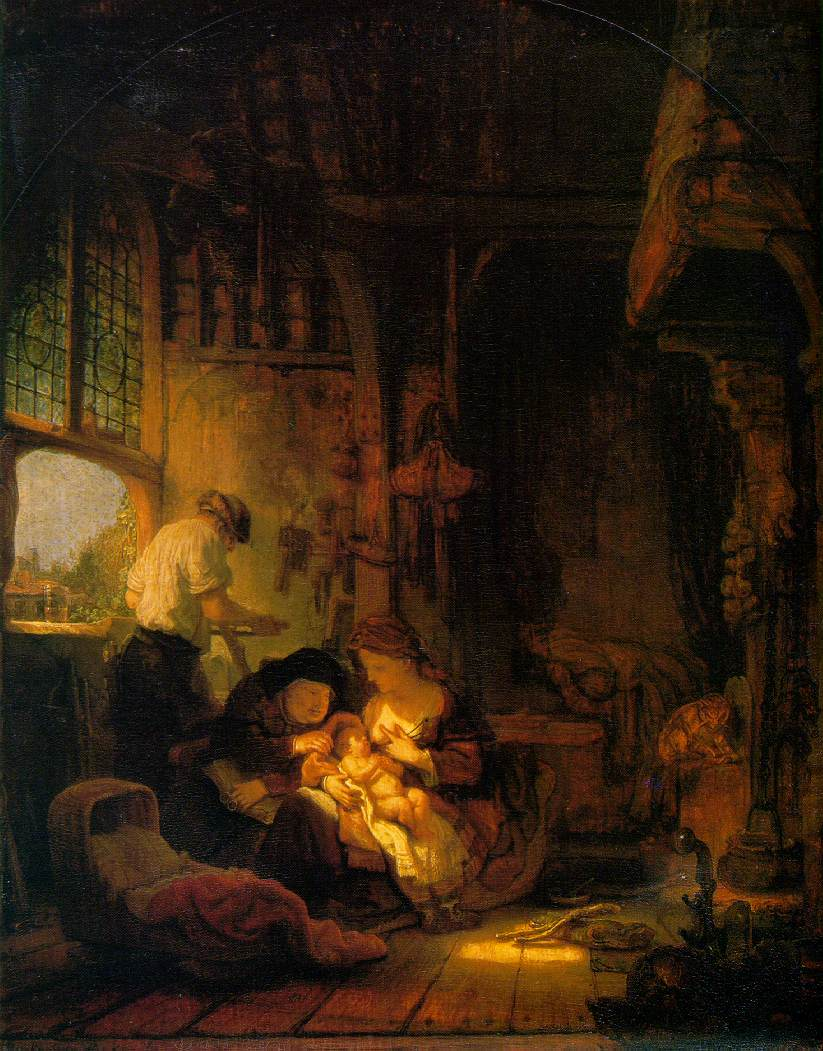
レンブラントの工房『聖家族』1640年 ルーヴル美術館所蔵
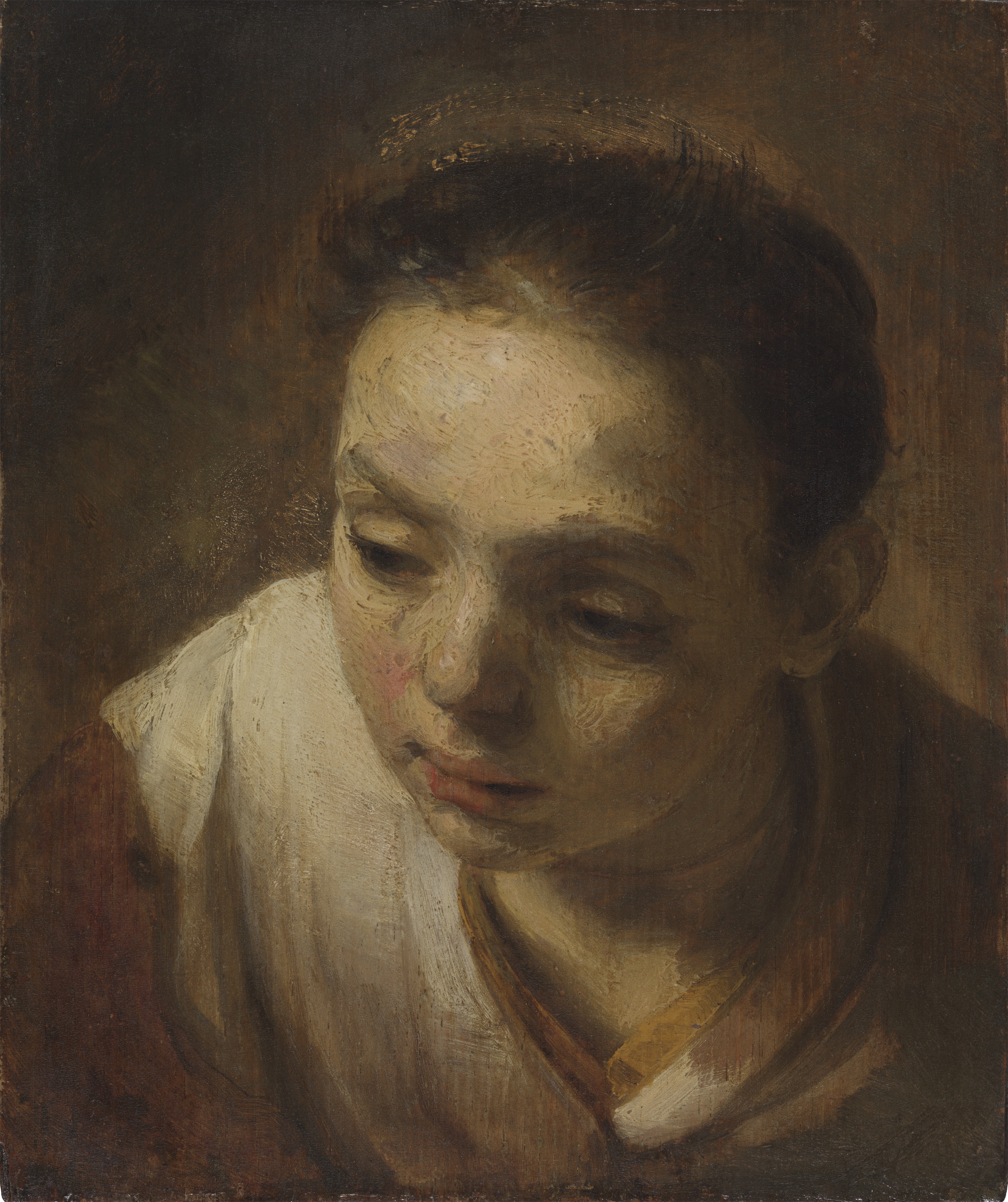
『女性の胸像』1645年ごろ ライデン・コレクション（Leiden Collection）所蔵 工房による複製、あるいは本作品の油彩習作とも考えられている
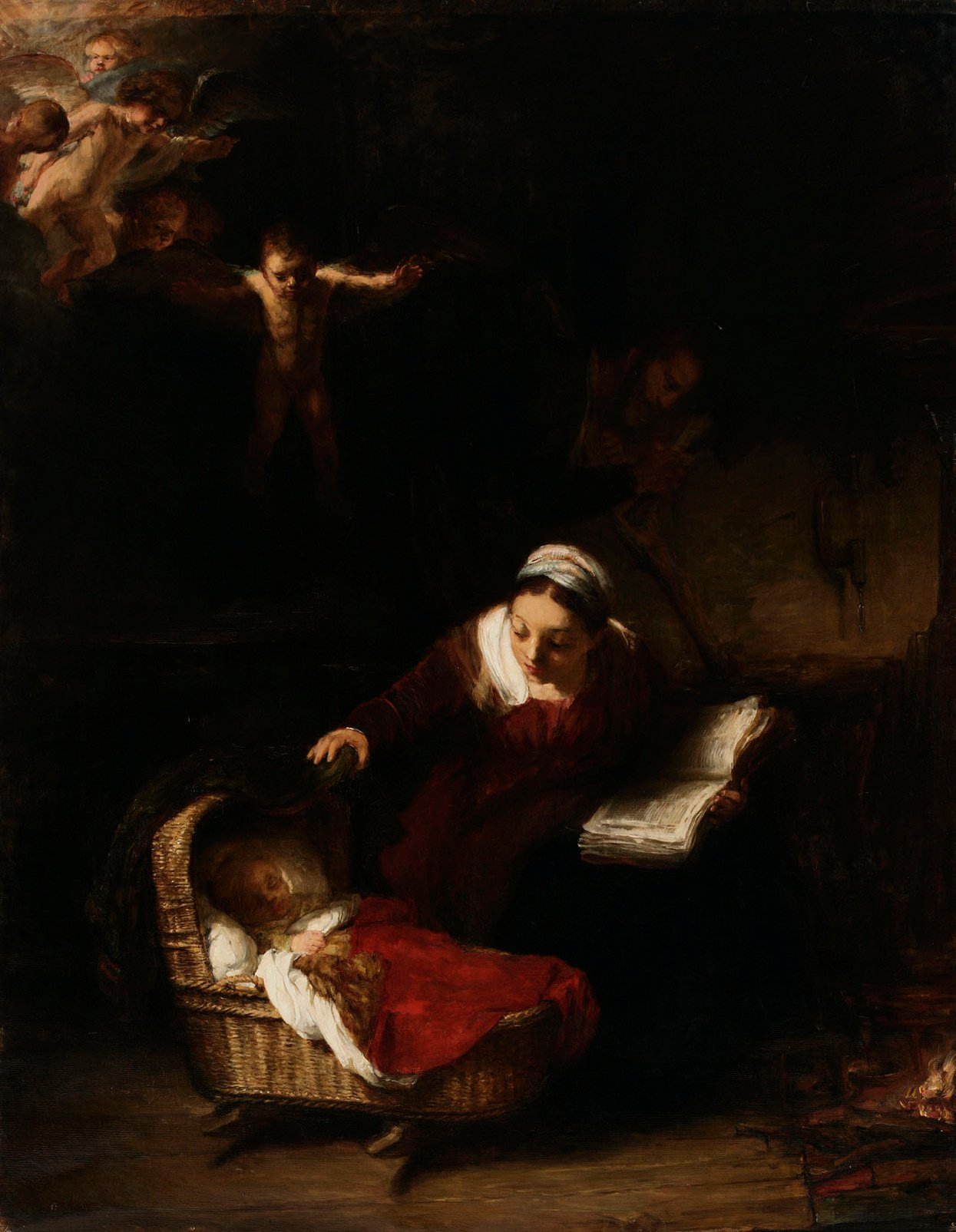
ヴェンニ・ソルダン＝ブロフェルト（英語版）による本作品の複製 1892年 フィンランド国立美術館（英語版）所蔵